# Dianthus karataviensis
Dianthus karataviensis är en nejlikväxtart som beskrevs av Nikolai Vasilievich Pavlov. Dianthus karataviensis ingår i släktet nejlikor, och familjen nejlikväxter. Inga underarter finns listade i Catalogue of Life.